# Till Steinforth
Till Steinforth, född 11 juni 2002 i Magdeburg, är en tysk friidrottare som tävlar i mångkamp.

## Karriär
Vid europeiska inomhusmästerskapen i friidrott år 2025 och vid inomhusvärldsmästerskapen i friidrott 2025 i Nanjing tog han brons i sjukamp.